# Soja borda
La soja borda o campaneta (Abutilon theophrasti) és una planta amb flor del gènere Abutilon.

## Particularitats
Aquestes plantes són originàries de l'Àsia del Sud i del Sud-est. S'han estès arreu del món i en alguns llocs es consideren males herbes i espècies invasores. Els agrada envair els camps de panís o blat de moro
Les tiges són erectes amb fulles lleugerament glabres o piloses amb la textura del vellut i forma de cor. Les flors són de color groc i llur olor pareix l'olor de fruita.
El fruit té una forma molt original; paregut a una capseta cilíndrica amb compartiments separats en forma d'acordió.
Les fulles i les llavors són comestibles. La campaneta es cultiva a la Xina per la seva fibra.

## Galeria

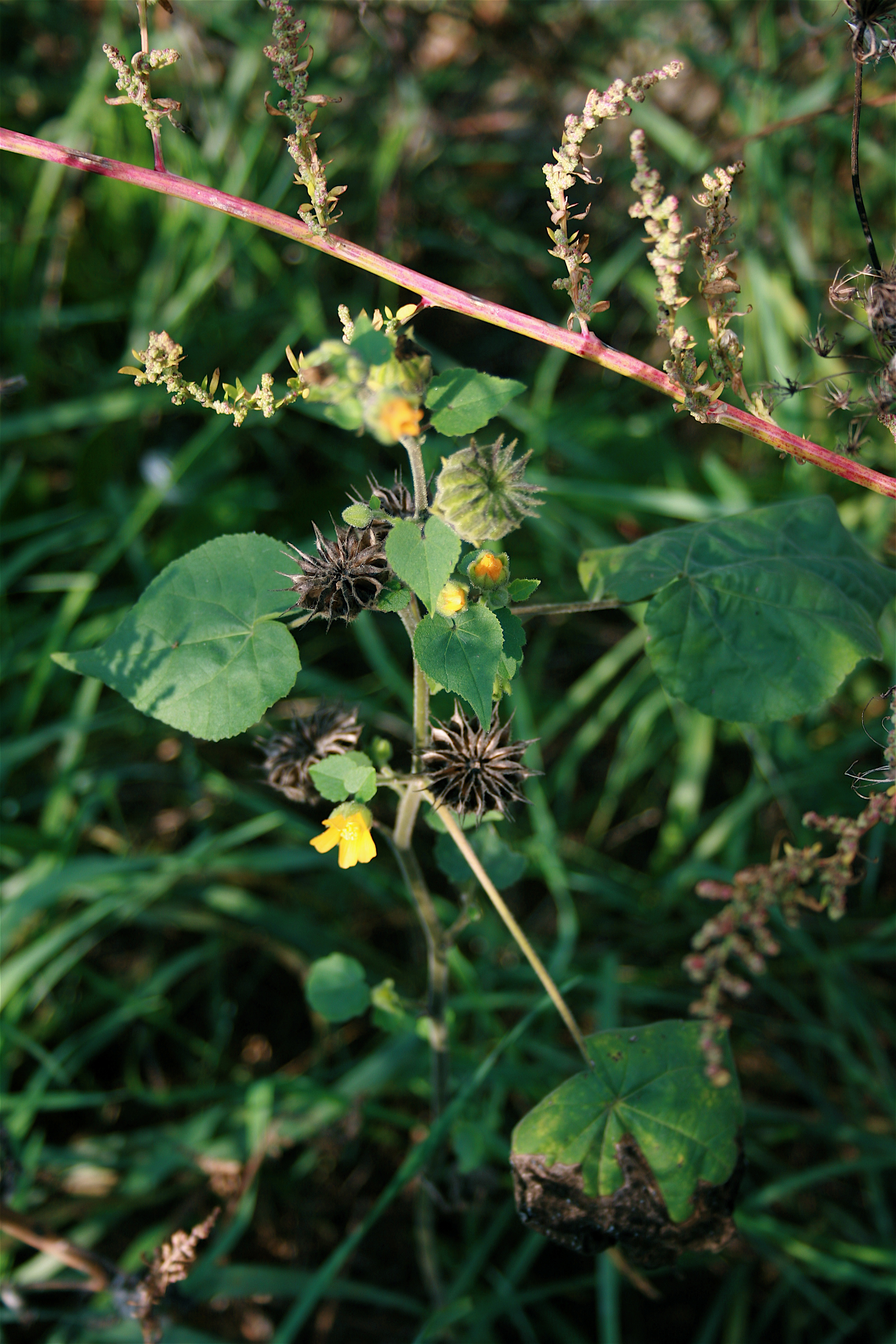
A theophrasti amb Ambrosia artemisiifolia.
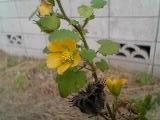
Flor
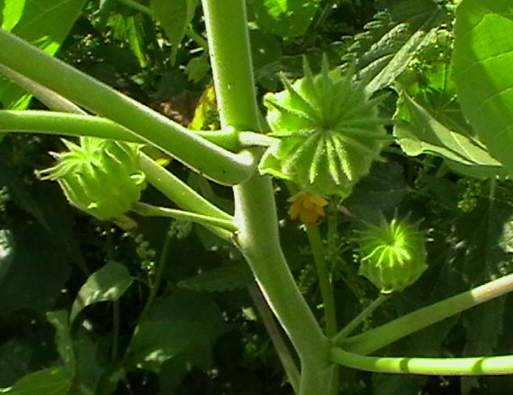
Fruits verds
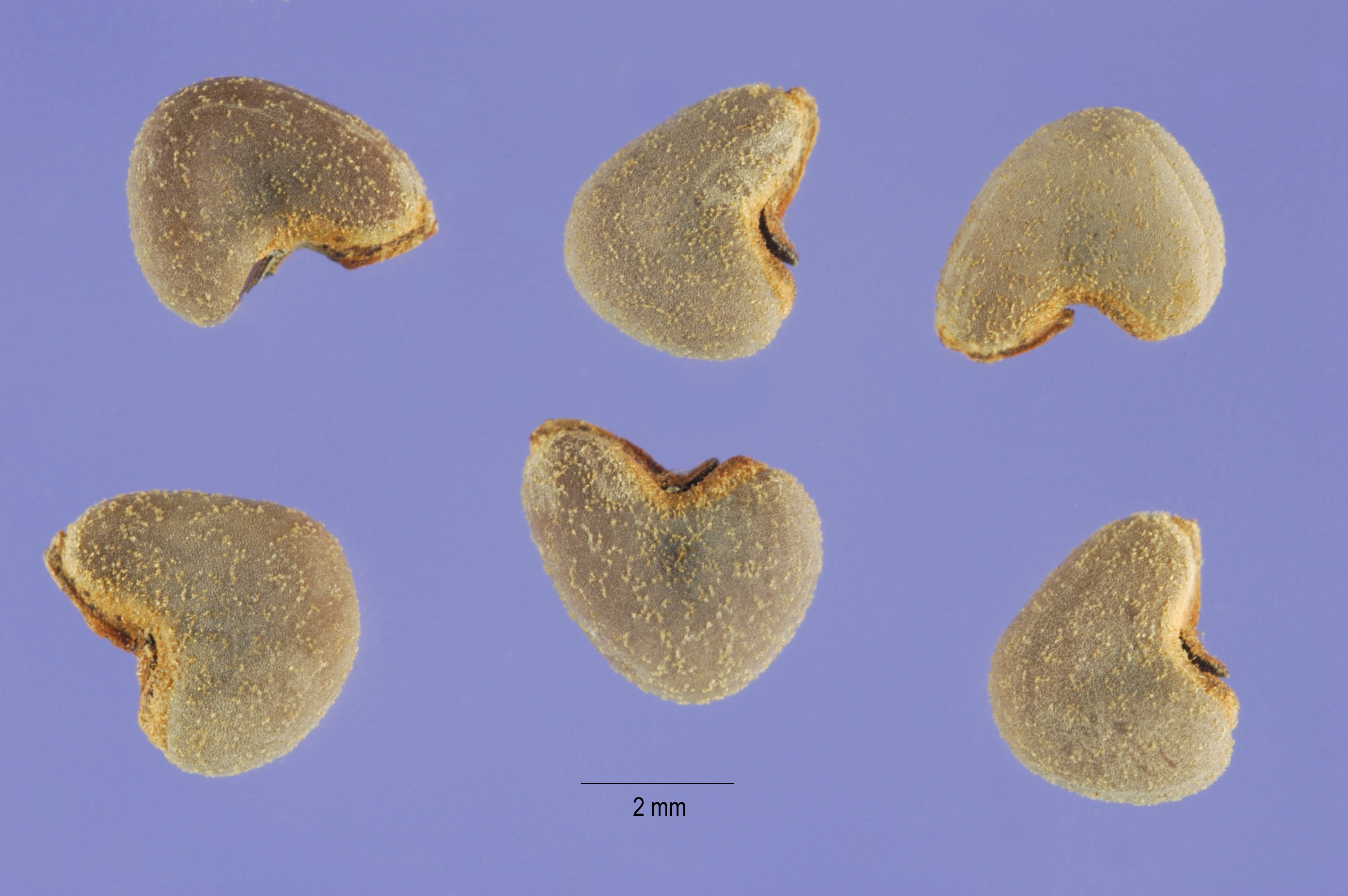
Llavors
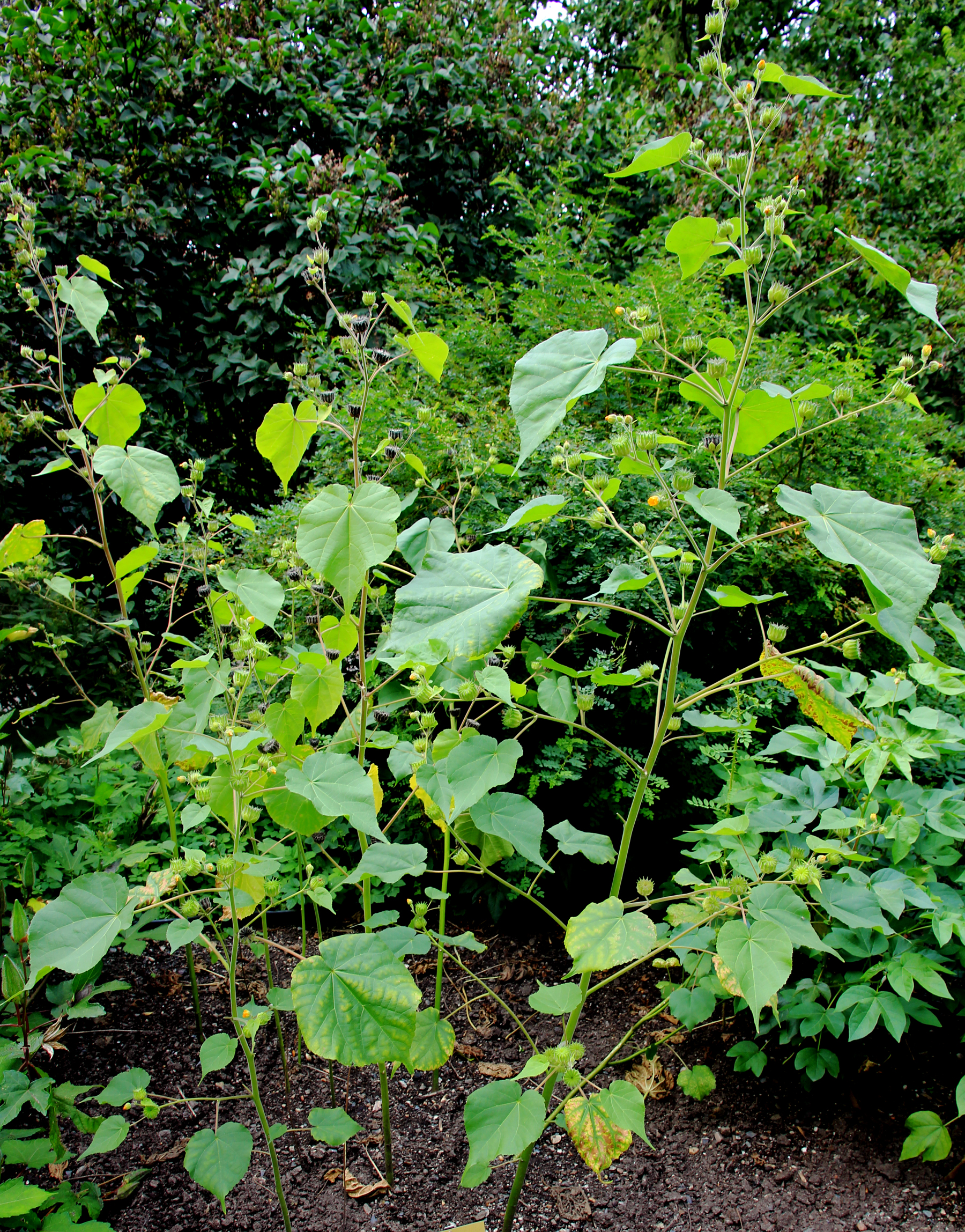
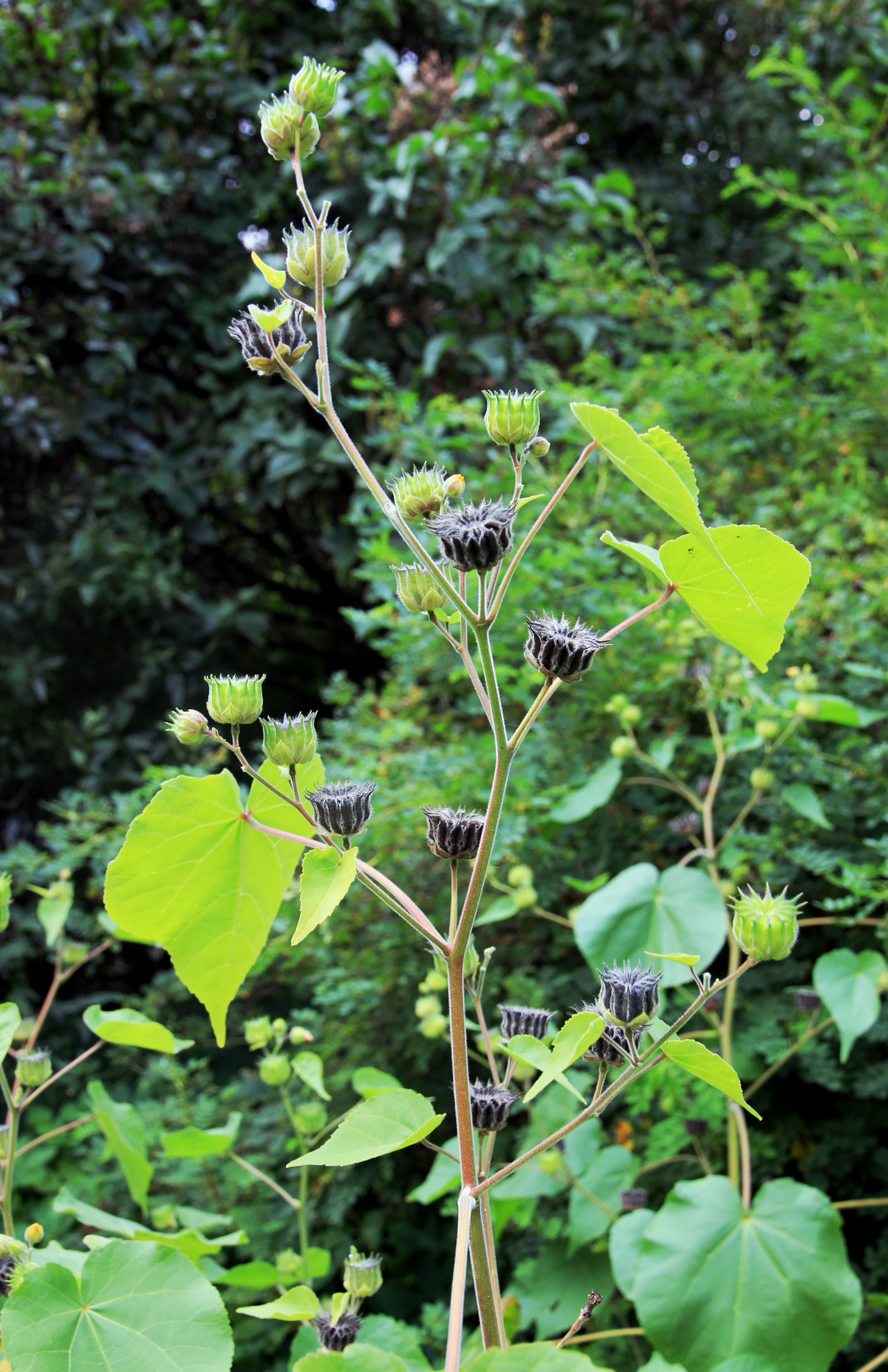
Fruit madur